# Boulogne (dinastia)
I Boulogne furono la stirpe dei primi conti di Boulogne.

## Storia
Essi governarono con sicurezza dalla metà dell'XI secolo alla metà del XII secolo. I membri più famosi della famiglia sono i crociati Goffredo di Buglione, duca della Bassa Lorena, e suo fratello Baldovino I, re di Gerusalemme.
Il capostipite accertato dei conti di Boulogne fu Eustachio I († probabilmente 1049). I suoi antenati e soprattutto la sua discendenza dalla casa delle Fiandre attraverso un figlio minore del conte Baldovino II sono speculativi e non provati da alcun documento. È particolarmente sorprendente che il Leitname Eustachio della stirpe di Boulogne non appaia prima di Eustachio I, mentre il Leitname Baldovino della casa delle Fiandre compare una sola volta.
La stirpe raggiunse il suo apice con i nipoti di Eustachio I, Goffredo e Baldovino. Goffredo ereditò dapprima il ducato della Bassa Lorena attraverso la madre e 15 anni dopo divenne il capo della prima crociata, che culminò nel titolo "advocatus sancti sepulchri" (protettore del Santo Sepolcro). Alla sua morte, avvenuta poco dopo, gli succedette il fratello Balduino, che si fece proclamare re di Gerusalemme. Per mancanza di discendenti maschi, la stirpe si estinse nella generazione successiva.

## Albero genealogico
1. Eustachio I († probabilmente 1049), dal 1042 conte di Boulogne ∞ Matilde di Lovanio, figlia di Lamberto I, conte di Lovanio, e di Gerberga di Lorena.
  1. Eustachio II († 1072/82), intorno al 1049 conte di Boulogne, 1054 conte di Lens;
∞ I Goda d'Inghilterra († prima del 1049), figlia del re Etelredo II d'Inghilterra ed Emma di Normandia (Casa del Wessex);
∞ II Ida di Lorena († 1113), figlia di Goffredo il Barbuto, duca della Bassa Lorena (Ardenne);
    1. Guglielmo;
    2. (illegittimo, madre sconosciuta) Goffredo (Godefroy), signore di Carshalton, nel 1100 in Terra Santa ∞ Beatrice di Mandeville, figlia di Goffredo di Mandeville e Athelaise;
      1. Guglielmo di Boulogne, attestato nel 1106 († prima del 1130);
        1. Faramus di Boulogne (Faramus di Tingry) ∞ Maud;
          1. Guglielmo;
          2. Sibilla ∞ Enguerrand de Fiennes (⚔ 1189 ad Acri);

        2.  ? Baldovino di Boulogne, nel 1164 arcidiacono di Norwich.

      2.  ? Aroldo.

    3. (illegittimo, madre sconosciuta) Ugo;
    4. (II) Goffredo († probabilmente 1100), attestato dal 1076, dal 1084 duca della Bassa Lorena, dal 1096 capo della prima crociata, dal 1099 advocatus sancti sepulchri (Protettore del Santo Sepolcro);
    5. (II) Eustachio III († dopo il 1125), attestato dal 1084, dal 1088 conte di Boulogne e Lens, dal 1099 in Terra Santa, dal 1125 monaco a Cluny ∞ Maria di Scozia († 1118), figlia del re Malcolm III;
      1. (illegittimo, madre sconosciuta) Raoul, attestato dal 1120/22 († giovane);
      2. (illegittimo, madre sconosciuta) Eustachio, dal attestato nel 1120
      3. Matilde († 1151), contessa di Boulogne e Lens ∞ Stefano d'Inghilterra, dal 1128/50 conte di Boulogne, dal 1135 re d'Inghilterra († 1154) (Blois).

    6. (II) Baldovino I (1058-⚔ 1118), dal 1098 al 1100 conte di Edessa, dal 1100 re di Gerusalemme ∞ I Godehilde di Conches († 1097), figlia di Raoul II di Tosny, signore di Conches (Tosny), divorziato da Roberto I di Beaumont, conte di Meulan, 1º conte di Leicester (Beaumont) ∞ II Arda († dopo il 1117), figlia di Thoros (Rupenidi) ∞ III Adelaide di Savona († 1118), figlia del marchese Manfredi di Savona, vedova del Gran Conte di Sicilia Ruggero I (Altavilla).

  2. Goffredo († 1095), vescovo di Parigi e cancelliere di Francia;
  3. Lamberto (⚔ 1054), dal 1047 conte di Lens ∞ Adelaide di Normandia († 1081/84), figlia del duca Roberto I (Rollonidi), vedova del conte Enguerrand II di Ponthieu († 1053);
    1. Giuditta (1054-† dopo il 1086) ∞ Waltheof II, conte di Northumbria († 1076).

  4. Gerberga († 1049) ∞ Federico II (1003-1065), duca della Bassa Lorena (Ardenne).